# Bartók/Mikrokosmos
Bartók/Mikrokosmos  est une œuvre de danse contemporaine de la chorégraphe belge Anne Teresa De Keersmaeker, créée en 1987 pour deux et quatre danseuses de la Compagnie Rosas.

## Structure
Mikrokosmos est construit autour de l'utilisation de la pièce homonyme pour pianos, Mikrokosmos de Béla Bartók, ainsi que son Quatuor no 4.

## Fiche technique
- Chorégraphie : Anne Teresa De Keersmaeker
- Danseurs à la création :
  - Pour Mikrokosmos, Seven Pieces for Two Piano’s : Jean Luc Ducourt et Johanne Saunier[1]
  - Pour Quatuor no 4 : Nadine Ganase, Roxane Huilmand, Fumiyo Ikeda, Johanne Saunier[1].
- Danseurs à la reprise : 
  - Pour Mikrokosmos, Seven Pieces for Two Piano’s : Elizaveta Penkóva et Jakub Truszkowski[2]
  - Pour Quatuor no 4 : Tale Dolven, Elizaveta Penkóva, Taka Shamoto, Sue-Yeon Youn[2]
- Musique originale : Mikrokosmos de Béla Bartók interprété par Walter Hus et Stefan Poelmans aux pianos et Quatuor no 4 de Bartók interprété par le Mondriaan Kwartet (à la reprise Jean-Luc Fafchamps et Jean-Luc Plouvier ou Michael Frohnmeyer et Stephane Ginsburgh au piano et le Duke Quartet)
- Scénographie : Herman Sorgeloos (décors et lumières)
- Costumes : Compagnie Rosas à la création, Anne-Catherine Kunz à la reprise
- Production : Compagnie Rosas et Kaaitheater
- Première : 1er octobre 1987 à la Halles de Schaerbeek à Bruxelles
- Représentations :
- Durée :